# Marcelo Mosensón
Marcelo Mosenson (Buenos Aires, 1969) es un escritor, director, productor y guionista de cine argentino. Estudió cine en París, fue becario del Programa Fulbright y de Fundación Antorchas. A través de la beca Fulbright realizó un máster en Comunicación y Medios en la universidad The New School en Nueva York en 1998.
Ha dictado cátedras de dirección y cine documental en la Universidad del Cine (FUC), de guion en Ramapo College (USA) y más recientemente, en la Universidad de Palermo (UP), y de cine documental en la Universidad de Belgrano (UB).
Es socio fundador de la productora de cine Nomade Films. En 2015 publicó la novela Más allá de un café.